# La Coka Nostra
La Coka Nostra (pe scurt LCN) este un supergrup american de muzică hip hop format din DJ Lethal, Danny Boy, Ill Bill și Slaine. Din trupă au mai făcut parte și Big Left și Everlast.

## Discografie

### Albume și EP-uri
- The LCN Familia (2007)
- 100% Pure Coka (2009 - EP)
- A Brand You Can Trust (14 iulie 2009)
- Masters of the Dark Arts (31 iulie 2012)

### Albume mixtape
- The Height of Power (2009)
- The Audacity of Coke (2009)
- The Maple Leaf Massacre (2012)